# 政治迫害受害者纪念日

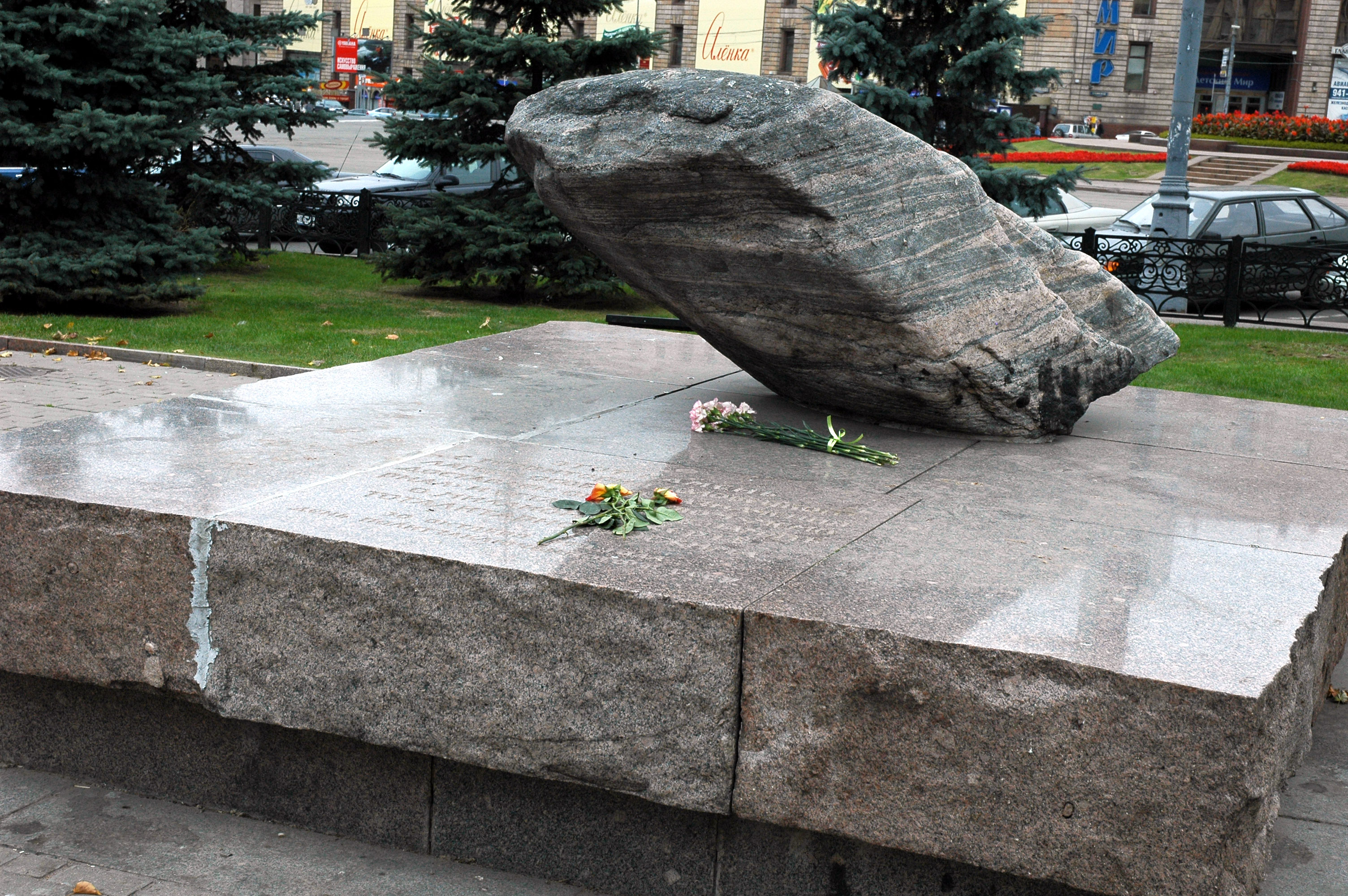
1990年10月30日，在克格勃总部前广场设立的纪念碑

政治迫害受害者纪念日（俄语：День памяти жертв политических репрессий）定于10月30日，俄罗斯、白俄罗斯等前苏联加盟共和国举行活动，悼念共产党政权时期遭到政治迫害的遇难者。乌克兰的政治迫害遇难者日定于五月的第三个星期日。

## 历史
1974年10月30日，前苏联两个劳改营中的政治犯首次以绝食和点燃蜡烛的方式纪念政治迫害遇难者。1989年10月30日，一批苏联持不同政见者在诺贝尔和平奖得主萨哈罗夫的带领下，首次在克格勃总部前广场举行纪念政治迫害遇难者活动，那次活动未遭苏联警察驱散。从1991年起，俄罗斯每年10月30日都举行类似的悼念活动。